# María Rosa, búscame una esposa
Maria Rosa, búscame una esposa es una telenovela peruana historia original con argumentos y libretos de los colombianos Luis Felipe Salamanca y Dago García, que fue producida por Iguana Producciones para las cadenas Venevisión y Panamericana Televisión. Además contó con la participación en el guion de Perla Ramírez. Esta telenovela duró 120 episodios y fue distribuida internacionalmente por Venevisión Internacional. Está protagonizada por Gianella Neyra, Marcelo Cezán y la participación antagónica de Chiquinquirá Delgado.
En Venezuela esta telenovela fracasó estepitosamente al ser ampliamente superada por Yo soy Betty, la fea, producción colombiana transmitida por su archirrival RCTV que logró acaparar la audiencia de manera avasallante. 

## Sinopsis
De todas las tareas encomendadas a la secretaria María Rosa García por su jefe en los muchos años que han trabajado juntos, la más difícil llega cuando él le dice "María Rosa, búscame una esposa". Rafael Vargas, soltero consumado con muy poco tiempo o energía para invertir en las citas, decide de pronto que ya es hora de casarse antes de que alguien de su círculo social comience a dudar de su masculinidad. Y qué mejor forma de encontrar el candidato perfecto que asignar la tarea a su eficiente secretaria. El problema es que María Rosa ha estado perdidamente enamorada de Rafael desde el mismo día que comenzó a trabajar en su compañía. 
La atracción instantánea hacia él pronto se convirtió en un amor profundo, eterno, que se ha convertido en el núcleo de su existencia, aunque ella nunca ha hecho sus sentimientos conocidos. Para el exitoso hombre de negocios, María Rosa es el más capaz y leal de los empleados, pero nada más. Él nunca la ha visto como una mujer, y ella se ha resignado a esto en silencio sólo para estar cerca de él. Y por eso ha pasado los mejores años de su vida haciendo un trabajo que ha demostrado ser indispensable para la empresa, pero no le ha dado ninguna satisfacción personal. Su único consuelo ha sido la falta total de interés de Rafael en establecer una relación seria con nadie, y por eso le duele tanto descubrir que está dispuesto a casarse con cualquiera antes que con ella.
Después de recuperarse del golpe inicial, María Rosa decide que la mejor manera de manejar esto es fingir que se está llevando a cabo una búsqueda eficiente a través de servicios de agencias matrimoniales serias, cuando en realidad está saboteando el proceso sometiendo a las candidatas a pruebas tan poco razonables que prácticamente nadie podía pasar. De esta manera, se asegura que Rafael nunca encuentre a la novia ideal; al mismo tiempo, María Rosa cambia de imagen para volverse más atractiva y tratar de ganarse su amor de una vez por todas. Pero el cambio radical de María Rosa sólo confunde a Rafael, que piensa que su secretaria está actuando de forma "extraña" porque trabaja muy duro. Su solución es enviarla al extranjero de vacaciones pagadas. 
Ese viaje resulta ser un terrible error: a su regreso, María Rosa descubre que Eva Amador, una mujer astuta, malvada y ambiciosa no sólo ha ocupado su lugar en la empresa, sino que también le ha robado a Rafael su inconquistable corazón. Después de pasar por el altar, Rafael está ciego de amor por ella y es sólo un títere en sus manos. 
Este es el comienzo de un largo camino lleno de desgracias, orquestadas por Eva, en la vida de Rafael. Y sólo una mujer será capaz de salvarle de su cruel destino: la siempre leal y enamorada María Rosa.

## Reparto
- Gianella Neyra - María Rosa García
- Marcelo Cezán - Rafael Vargas
- Chiquinquirá Delgado - Eva Amador
- Orlando Fundichely - Miguel Cortés
- Rebeca Escribens - Yolanda García
- Orlando Sacha - Hernán García
- Javier Delgiudice - Héctor
- Gabriel Calvo - Federico Forero
- Jorge Guzmán
- Ana María Varela - Libia Cadena
- Marcelo Oxenford - Fidel
- Mirtha Patiño - Perla Muñoz
- Rodrigo Sánchez Patiño - Mario Cortés
- Milagros López - Cristina Cortés
- Homero Cristali - Martín Díaz
- Mabel Duclós - Ana Forero
- Bernie Paz - Gonzalo